# ليلية (أداة)

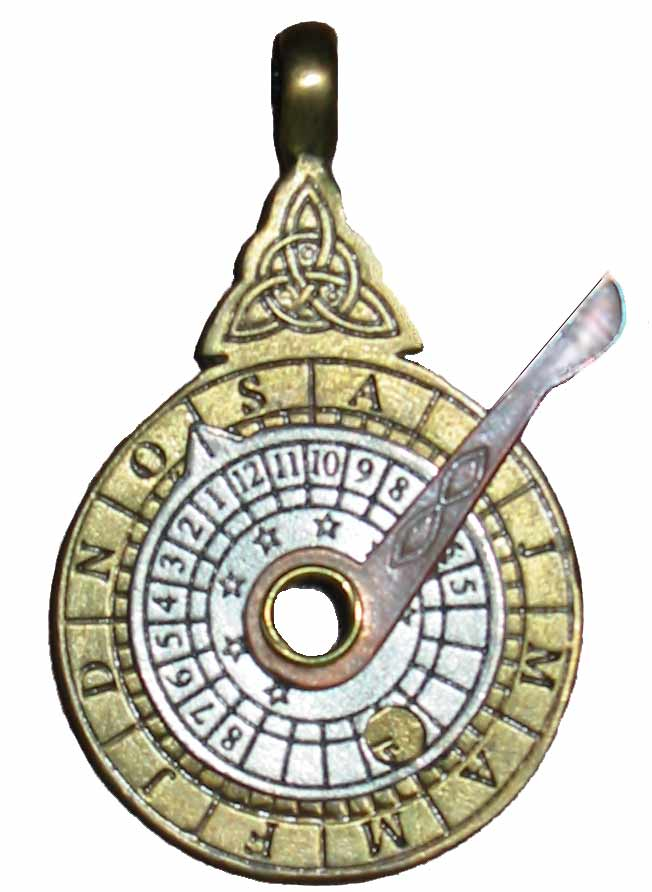
ليلية باعتبارها حليًا زائفًا. هذه ليلية عاملة، وإن كان طولها حوالي 5 سم فقط. تظهر حلقة الشهر من الخارج من النحاس الأصفر. يُظهر القرص الداخلي الفضي اللون الوقت وله مؤشر على إحدى حافتيه. من خلال ضبط المؤشر على الشهر واليوم (في هذه الحالة، بضعة أيام من شهر أكتوبر)، وتوسيط نجم الجدي في الثقب الموجود في المنتصف وتدوير المؤشر المتصل بالمركز إلى نجم محدد من الخسان، يشير الذراع إلى الوقت (في هذه الحالة، الساعة 8 مساءً).

الليلية أو المزولة النجمية (بالإنجليزية: Nocturnal) هو أداة [الإنجليزية] تُستخدم لتحديد التوقيت المحلي بناءً على موضع [الإنجليزية] نجم في سماء الليل بالنسبة للنجم القطبي. ونتيجة لدوران الأرض فإن أي نجم ثابت يدور دورة كاملة حول النجم القطبي خلال 23 ساعة و56 دقيقة، وبذلك يمكن استخدامه عقربًا للساعات [الإنجليزية]. يتطلب الفرق الذي يبلغ 4 دقائق بين اليوم الشمسي واليوم النجمي تصحيح هذه الساعة العملاقة بناءً على تاريخ الرصد، وتساعد الليلية في تطبيق هذا التصحيح.
يُطلق عليها أحيانًا اسم horologium nocturnum (تترجم حرفيًا إلى "الساعة الليلية") أو nocturlabe (بالفرنسية ويستخدمها أحيانًا الكُتَّاب الإنجليز)، وهو مرتبط بالأسطرلاب والمزولة. إن معرفة التوقيت أمر مهم في الإرشاد الملاحي [الإنجليزية] لحساب المد والجزر، كما أن بعض الليليات تتضمن جداول المد والجزر [الإنجليزية] للموانئ المهمة.

### معلومات الكتب الكاملة
- Oestmann, Günther (2001). "On the History of the Nocturnal" (PDF). Bulletin of the Scientific Instrument Society (بالإنجليزية). 69: 5–9.